# Carapotós (Caruaru)
Carapotós é um distrito do município brasileiro de Caruaru, no agreste do estado de Pernambuco. De acordo com o Instituto Brasileiro de Geografia e Estatística (IBGE), sua população no ano de 2010 era de 17 038 habitantes, sendo 8 525 homens e 8 013 mulheres. Foi criado pela Lei nº 3, em 15 de novembro de 1896.